# Tertial
Tertial ist ein Fremdwort aus dem Lateinischen mit der Bedeutung ein Drittel. Im zeitlichen Sinne versteht man unter einem Tertial ein Dritteljahr, also einen Zeitraum von vier Monaten.
An einigen Universitäten und Schulen wird das Studien- oder Schuljahr nicht in zwei sechsmonatige Semester unterteilt, sondern in drei Abschnitte von je vier Monaten, die dann Tertiale genannt werden.
Im Medizinstudium ist in Deutschland das letzte Studienjahr, das sogenannte Praktische Jahr, in Tertiale unterteilt. Diese sind nach Definition der Ärztlichen Approbationsordnung nicht vier Monate, sondern je exakt 16 Wochen lang.

## Tertiale des Kalenderjahres und ihre Monate
Die folgende Tabelle stellt die Einteilung des Kalenderjahres in Tertiale dar. Diese gilt in der Regel nicht für die Einteilung eines Studien- oder Schuljahres in Tertiale.
| Tertial | Monate                                    | Tertialsbeginn | Tertialsende | Dauer                              |
| ------- | ----------------------------------------- | -------------- | ------------ | ---------------------------------- |
| I       | Januar, Februar, März und April           | 1. Januar      | 30. April    | 120 Tage, in Schaltjahren 121 Tage |
| II      | Mai, Juni, Juli und August                | 1. Mai         | 31. August   | 123 Tage                           |
| III     | September, Oktober, November und Dezember | 1. September   | 31. Dezember | 122 Tage                           |